# صمام ثلاثي

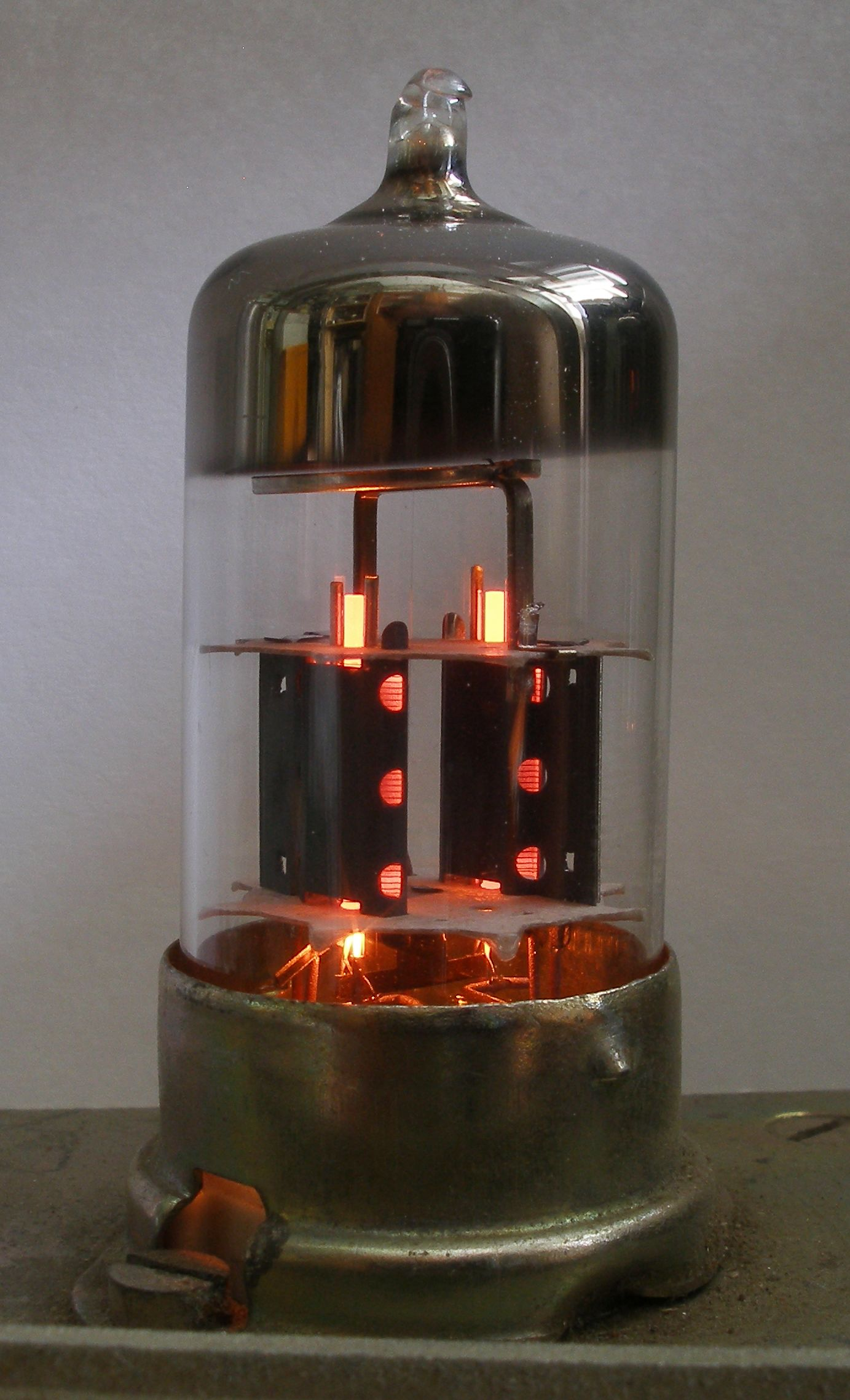
الصمام ثلاثي ECC83 استخدم في الراديو والتلفاز خلال الستينات.

الصمام الثلاثي أو ثلاثي المساري (بالإنجليزية: Triode)‏ هو مضخم الكتروني اخترعه لي دي فورست سنة 1908 م وقام بتصميم أول صمام ثلاثي وهو الصمام الترميوني (أوديون) ويتكون الصمام من ثلاثة عناصر العنصر الأول وهو المصعد والعنصر الثاني هو المهبط إضافة لشبكة حاكمة تتحكم في شدة التيار بواسطة تدفق الإلكترونات من المهبط إلى المصعد. فبسبب حساسية الشبكة لإشارات تدخلها وتحكمها في تيار المصعد، يكون في وسعها إنتاج إشارة مضخمة في ناحية المصعد.
أي أن دائرة صمام الثلاثي تتكون من مدخل عند الشبكة تدخل منه إشارات صغيرة، ومخرج على ناحية المصعد، تخرج منه الإشارات مكبرة.

## طريقة عمل الصمام الثلاثي

توضيح تركيب الصمام الثلاثي : يتكون من المهبط والمصعد وبينهما شبكة للتحكم في شدة شعاع فيض الإلكترونات

تعتمد طريقة عمل الصمام الثلاثي على طريقة عمل ثنائي الاقطاب (دايود) حيث تتوجه الإلكترونات الصادرة من الفتيل (المهبط cathode) وتنجذب إلى المصعد مكونة تيارا كهربائي. وعند توصيل العضو الثالث في هذا النظام وهو الشبكة بشحنة سالبة، فتعمل على رد بعضا من الإلكترونات ومنع وصولها إلى المصعد anode. وكلما زادت الشحنة السالبة على شبكة التحكم (grid) كلما قل التيار المار بين المهبط والمصعد. وإذا قمنا بتوصيل الشبكة بتيار متردد، ينشأ عنه تيار على المصعد أشد وأكبر من التيار الموصول بالشبكة ويكون له نفس الطور.أي أن الصمام الثلاثي يعمل كمكبر للتيار الكهربائي.

## مواصفات الصمام الثلاثي
يبين الرسم البياني المقابي مواصفات عمل الصمام الثلاثي حيث يبين العلاقة fين زيادة التيار (محور ص الرأسي Ia) بزيادة الجهد الموجب الموصول بالمصعد (المحور س الأفقي Va). وهي تبين زبدة تيار المصعد بزيادة الجهد الموجب عليه. وقد أجريت تلك التجربة عند توصيل الشبكة بجهود مختلفة تبدأ من Vg =0 فولت إلى Vg =-4 فولت وكل جهد للشبكة ينتج خطا على الرسم البياني.
وبناء على تلك المواصفات يمكن اختيار نقطة التشغيل. فإذا اخترنا جهد المصعد Va=200 V، وتيارا مستمرا ذو جهد -1 فولط على الشبكة - وهذا يتوافق مع المنحني الأصفر في الرسم - يمكننا معرفة أن تيار المصعد عند التشغيل سيبلغ 2.25 mA مللي أمبير. وتسمي تلك النقطة على منحني المواصفات بنقطة التشغيل أو نقطة العمل.
يتم اختيار نقطة العمل بحيث تكون وسطية بالنسبة لمنحنى المواصفات، في منطقة خطية للمنحنيات. فنرى أن الخط الأصفر يعلوه المنحنى الأحمر في منطقة خطية، وأسفل منه المنحنى الأخضر أيضا في منطقة خطية، والمسافات بين الأصفر والأحمر مساوية للمسافات بين الأصفر والأخضر.هذا يكفل إنتاج إشارة مكبرة متناظرة لإشارة داخلة على الشبكة.
فوظيفة الصمام الثلاثي هي تضخيم إشارة داخلة على الشبكة وإنتاج إشارة مضخمة مثيلة في شكلها في المخرج. وبتكبيرها يمكننا سماع الإشارة بتوصيلها بمكبر للصوت، أو يمكن استغلال الإشارة المكبرة في أغراض أخرى من عمليات التحكم، مثل فتح الباب مثلا.

## تكبير الجهد في الصمام الثلاثي
يوصل المصعد عادة بمقاومة بينه وبين مصدر للجهد الموجب. فإذا اخترنا مقاومة قدرها Ra=10000 أوم، وجهد المصعد 200 فولت، وكان تيار المصعد Ia=2.25 mA مللي أمبير، يحدث انهباطا في الجهد قدره:
VRa=Ia*Ra=22.5 V
وعندما نغير جهد الشبكة بين -0.5 فولت و-1.5 فولت (مقدار التغير 1 فولت) يتغير تبعا تيار المصعد من 1.2 إلى 3.3 (mA) مللي أمبير (قارن المنحنيين الأخضر والأحمر في في رسم المواصفات البياني للصمام). وبالتالى يحدث هبوطا في جهد المصعد قدره 12 إلى 33 فولت بسبب وجود المقاومة (الفرق هنا 21 فولت).
وكما نرى عندما يتغير جهد الشبكة من -5و0 إلى -5و1 فولت ويهبط جهد مقاومة المصعد من 12 إلى 33 فولت نجد حدوث «تكبير» للإشارة (الجهد) الموصولة بالشبكة. ويبلغ معامل التضخيم في هذه الحالة 21 . معدل التضخيم هو تغير جهد المصعد مقسوما على تغير جهد الشبكة.

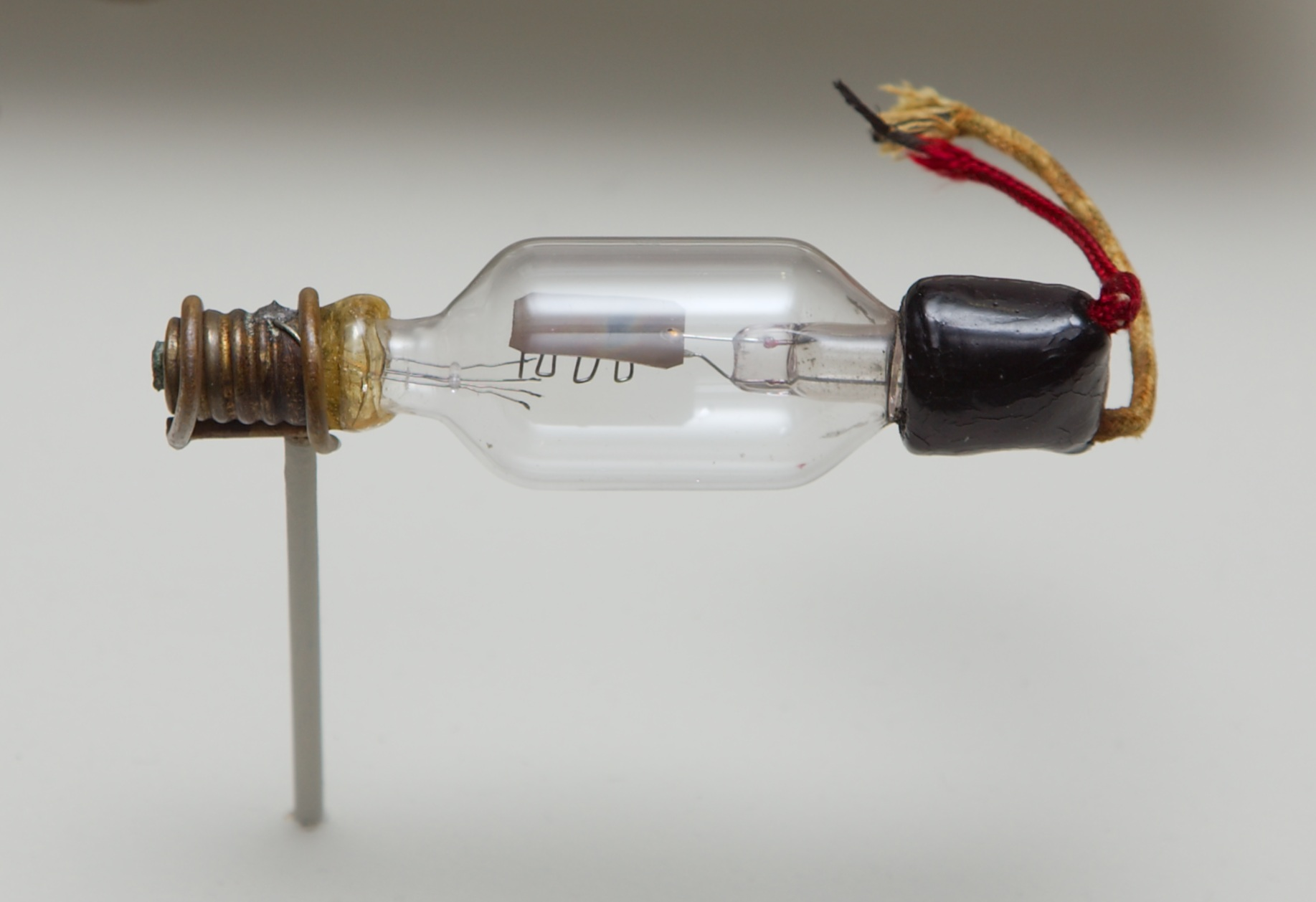
أول صمام ثلاثي

من الملاحظ أننا اخترنا جهد المصعد 200 فولط. أي أن الصمام الثلاثي يستهلك طاقة كهربائية كبيرة لتشغيله علاوة على لزوم تسخين الكاثود. هذا من الأمور التي أدت إلى الاستغناء عن الصمامات واستبدالها بالترانزستور. تعمل الترانزستورات المختلفة بجهود بين 12 و 30 فولط فقط.وعلاوة على ذلك فيتحمل الترانزستور الصدمات.